# مینا نوری
مینا نوری (زادهٔ ۱۶ دی ۱۳۲۹) هنرمند نقاش و چاپگر و اهل ایران است.
آشنائی مینا نوری با هنر چاپ دستی (معادلی نه چندان دقیق برای چاپ دستی) به سال ۱۳۴۹ یعنی زمان ورود او به آکادمی هنرهای زیبای رم برمی‌گردد. او از سال ۱۳۵۲ تا امروز به شکل مستمر و جدی این هنر را دنبال کرده‌است. از سال ۱۳۶۳ به تدریس و ترویج چاپ دستی در دانشگاه هنر پرداخت و امروز یکی از چهره‌های شاخص و فعال این هنر در ایران محسوب می‌شود.

## سوابق تحصیلی
1. تحصیل در رشته نقاشی، حکاکی روی چوب، حکاکی روی فلز (۱۹۷۰ تا ۱۹۷۵)[۳][۴][۵]
2. آکادمی هنرهای زیبای رم[۳]
3. آکادمی آلبرتینا تورینو[۳]
4. انستیتو دولتی هنر اوربینو[۴]

## فعالیت آموزش (۱۳۵۴ تا ۱۳۷۵)
- عضو رسمی هیئت علمی دانشگاه فارابی تهران[۳]
- عضو رسمی هیئت علمی دانشگاه هنر تهران[۳]

## تألیف کتاب
- آموزش عملی سیلک اسکرین، چاپ اول ۱۳۶۰، چاپ دوم با تجدید نظر ۱۳۷۱، چاپ سوم۱۳۸۰، چاپ چهارم ۱۳۸۵[۶]
- چاپ دستی، تکنیک کالکوگرافی، چاپ اول ۱۳۷۴، چاپ دوم با تجدید نظر ۱۳۹۰[۷]
- حکاکی‌های مینا نوری -با توضیح فنی برخی اصطلاحات چاپ- چاپ اول ۱۳۸۱

## ترجمه کتاب
«پیدایش فرم» نوشته‌ی: ماریو آرنابولدی - اِنریکو گاربانیاتی، چاپ اول ۱۳۷۲، چاپ دوم ۱۳۸۰
ناشر: دانشگاه هنر تهران

## مطبوعات
- روزنامه کیهان، شماره ۸۵۳۳، دوم دی ۱۳۵۰، «جلوه رنگ‌های آبی»، منصوره حسینی
- مجله تماشا، سال هفتم، شماره ۳۴۲، آذر ۱۳۵۶
- روزنامه آیندگان، سال دهم، شماره ۲۹۸۸، آذر ۱۳۵۶، «به سخن آوردن چوب خشک»، لاله بردبار
- روزنامه رستاخیز، شماره ۸۸۶، فروردین ۱۳۵۷، «به دنبال امیال و آرزوهای سر کوفته»، مینا خلوتی
- مجله تماشا، سال هشتم، شماره ۳۶۰، اردیبهشت ۱۳۵۷، «آدم‌هائی رنگ پریده و رنجور»
- مجله مناطق آزاد، سال چهارم، شماره ۳۸، فروردین ۱۳۷۳، «ذهنیت تازه، در آخرین نقش‌های مینا نوری»، مینا معلم
- مجله گردون، سال پنجم شماره ۴۰–۳۹، اردیبهشت ۱۳۷۳، «من حرفم را در نقاشی‌هایم زده‌ام»، رضا قیصریه
- ماهنامه فرهنگی و هنری کِلک، شماره ۷۰–۶۸، آبان - دی ۱۳۷۴، «کتابی مهم دربارهٔ چاپ دستی»، فیروزه مهاجر
- مجله آدینه، شماره ۱۱۰، خرداد ۱۳۷۵، «راهی به سوی یک شیوه‌یِ مردمی در هنر»، ثمیلا امیرابراهیمی
- مجله صنعت چاپ، شماره ۱۶۲، تیر ۱۳۷۵
- روزنامه انتخاب، شماره ۴۵۰، آبان ۱۳۷۹، «دلبستگی‌های تب آلود به رنگ‌های کودکی»، همایون لنگرودی
- روزنامه جام جم، سال سوم، شماره ۷۲۰، آبان ۱۳۸۱، «نقاشِ نور و سنگ و سکوت»، محمد حسن حامدی
- مجله دو هفته نامه تندیس، شماره ۷۶، خرداد ۱۳۸۵، «هنرمندان معاصر»، حسن موریزی نژاد
- روزنامه همشهری، سال یازدهم، شماره ۴۲۶۵، اردیبهشت ۱۳۸۶، «حرکت در عمق»، علیرضا یزدانی
- مجله صنعت چاپ، سال بیست و نهم، شماره ۳۴۶، آذر ۱۳۸۹، «چاپ دستی هنر است»
- مجله دو هفته نامه تندیس، شماره ۲۳۶، آبان ۱۳۹۱، «آفتاب از پشت پنجره‌های بسته و پرده‌های کشیده»، ایمان افسریان
- مجله دو هفته نامه تندیس، شماره ۲۸۵، مهر۱۳۹۳، «خلوت تر از همیشه»، مینا فشنگچی
- فصل نامه حرفه: هنرمند، شماره ۵۲، پائیز ۱۳۹۳، «اشیا و روایت‌ها» ثمیلا امیرابراهیمی
- روزنامه آسیا- واریته، ۲۲ مهر۱۳۹۳، «وقتی عینک‌ها دنیا را جور دیگری می‌بینند»
- روزنامه آسیا- واریته، ۱۰ آبان ۱۳۹۳، اعظم علیزاده
- روزنامه جام جم، ۴ آبان ۱۳۹۳، «عینک‌های تماشایی و داستان زندگی»
- Printmaking TODAY, Contemporary graphic art worldwide, Vol12, No 4, Winter 2003 _ Of ropes, rocks and opposing forces
- 2009 Printmaking TODAY, Contemporary graphic art worldwide, Vol 18, No 3, Autumn _ Printmaking in Iran
- ماهنامه اجتماعی زنان امروز، سال سوم، شماره ۱۸، خرداد ۱۳۹۵، «سنجاق قفلی ها» آیدا عباسی

## نمایشگاه انفرادی
- ۱۴۰۳ گالری اُ، «-» (نقاشی)[۹]
- ۱۴۰۰ گالری امکان، «آن‌ها هم بودند» (نقاشی)[۱۰][۹]
- ۱۳۹۷ گالری طراحان آزاد (نقاشی _ مونوپرینت)
- ۱۳۹۵ گالری اِمکان (چاپ دستی از سال ۱۳۵۸ تا ۱۳۹۱)
- ۱۳۹۳ گالری اثر (نقاشی)
- ۱۳۹۱ گالری هفت ثمر (نقاشی - کالکوگرافی)
- ۱۳۸۹ گالری هما (کالکوگرافی - نقاشی)
- ۱۳۸۸ گالری اثر (کالکوگرافی)
- ۱۳۸۶ گالری هفت ثمر (کالکوگرافی - نقاشی)
- ۱۳۸۱ گالری هفت ثمر (کالکوگرافی)
- ۱۳۷۹ گالری آریا (نقاشی)
- ۱۳۷۵ گالری هفت ثمر (مونوپرینت - نقاشی)
- ۱۳۷۲ گالری سیحون (نقاشی - مونوپرینت)
- ۱۳۶۹ گالری سیحون (نقاشی)
- ۱۳۵۷ انجمن فرهنگی ایران و آمریکا (نقاشی)
- ۱۳۵۶ گالری لیتو (سیلوگرافی)
- ۱۳۵۴ گالری تهران (نقاشی)
- ۱۳۵۰ تالار قندریز (نقاشی)

## نمایشگاه گروهی
شرکت در۵۲ نمایشگاه گروهی از ۱۳۵۳ تا ۱۴۰۰ (نقاشی - چاپ دستی) در ایران، ایتالیا، هند، آمریکا، سوئیس، فرانسه